# Bitwa pod Casalecchio
Bitwa pod Casalecchio – bitwa stoczona 26 czerwca 1402 pod Casalecchio di Reno w pobliżu Bolonii między wojskiem bolońskim a armią Księstwa Mediolanu.
Po okresie sprawowania rządów w Bolonii Visconti stracili nad nią kontrolę. Giovanni I Bentivoglio objął wprawdzie w 1401 władzę  w mieście dzięki ich poparciu, ale Bolonia wchodziła w skład (przynajmniej nominalnie) Państwa Kościelnego. Gian Galeazzo Visconti pragnąc zjednoczyć północną Italię pod swoim berłem przejmował kontrolę nad kolejnymi miastami. Postanowił też odzyskać Bolonię. Giovanni I Bentivoglio widział w tym zagrożenie dla niedawno przejętej przez siebie władzy. Tak doszło do decydującego starcia pod Casalecchio.
Wojskami bolońskimi dowodził Muzio Attendolo Sforza, a mediolańskimi Alberico da Barbiano. Po stronie Viscontiego stanęli także sprzymierzeni z nim Karol I Malatesta, pan Rimini i Francesco I Gonzaga, pan Mantui. Bolonię zaś wspierała Florencja, która zdecydowana była za wszelką cenę powstrzymać ekspansję terytorialną i ambicje Viscontich. W armii Gian Galeazzo Viscontiego znajdowali się liczni feudałowie i kondotierzy włoscy. Wśród nich byli Facino Cane i Ludovico Gabriotto Cantelli (Ludovico da Parma), który dowodził przednią strażą mediolańskich wojsk złożoną z 2000 konnych. Cantelli pokonał oddziały dowodzone przez Bernardo della Serra i wziął do niewoli Rigo Galletto, Pietro da Carrara i Brunoro Della Scala, którzy zostali uprowadzeni do Parmy.
Bolończycy zostali pokonani, a Giovanni I Bentivoglio zabity. Gian Galeazzo Visconti zdobył Bolonię i planował najazd na Florencję, ale 10 sierpnia 1402 zachorował i 3 września zmarł. Jego plany zjednoczenia Włoch nie przyniosły zamierzonego rezultatu. Bolonia znów dostała się pod władzę Państwa Kościelnego, a po kilkunastu latach (1420) Bentivoglio wrócili do władzy w mieście.